# Mike Havenaar
Mike Havenaar (japanisch ハーフナー・マイク, Hāfunā Maiku; * 20. Mai 1987 in Hiroshima) ist ein ehemaliger niederländisch-japanischer Fußballspieler.

## Karriere

### Verein
Havenaar begann seine Karriere in der Jugendabteilung von Consadole Sapporo, als sein Vater Dido zu der Zeit dort als Torwarttrainer arbeitete. Später wechselten beide zu den Yokohama F. Marinos. 2008 wurde er an Avispa Fukuoka verliehen. Im folgenden Jahr spielte er auf Leihbasis bei Sagan Tosu. 2010 wechselte er zu Ventforet Kofu. Dort wurde er in seiner ersten Saison mit 20 Toren Torschützenkönig der J. League Division 2 und trug somit zum Aufstieg seiner Mannschaft in die J. League Division 1 bei. Als er auch in der ersten Liga mit siebzehn Toren Zweiter in der Torschützenliste hinter Joshua Kennedy wurde, wurden viele europäischen Vereine wie auch der VfL Wolfsburg auf ihn aufmerksam, Havenaar entschied sich jedoch für einen Wechsel in die Heimat seines Vaters zu Vitesse Arnheim. Nach seiner Zeit in Holland zog es ihn zum damaligen LaLiga Aufsteiger FC Córdoba. Dort bestritt er fünf Spiele und wechselte im März 2015 nach Finnland zu HJK Helsinki. Nach dem Ausscheiden Helsinkis in der UEFA-Champions-League-Qualifikation, in der 3. Runde gegen FC Astana, verließ Havenaar noch im August den Verein und schloss sich ADO Den Haag aus der Eredivisie an. In der ersten Saison dort erreichte er 20 Scorerpunkte aus 31 Ligaspielen, in der Folgesaison dann 10 Scorerpunkte aus 28 Ligaspielen. Im Sommer 2017 ging er zurück in seine Heimat nach Japan und schloss sich Vissel Kobe an. Nach einem glücklosen Jahr in Kobe wurde er für ein halbes Jahr zu Vegalta Sendai verliehen. Nachdem er auch dort nicht mehr gesetzt war, wurde er für ein Jahr zu Bangkok United in die Thai League verliehen, wo er auf 7 Einsätze mit 4 Scorerpunkten kam. Nach seinen zwei Leihen wechselte Havenaar, im März 2020, dann fest zu Ventforet Kofu in Japans zweite Spielklasse. Dort traf er in 14 Spielen kein einziges Mal. Im Januar 2021 wechselte Havenaar in die Sechstklassigkeit zu Bombonera Gifu. Hier stand er zwei Spielzeiten unter Vertrag. Für Bombonera bestritt er 18 Spiele in der Tokai Soccer League (Div.2). Am 1. Februar 2023 beendete er seine Karriere als Fußballspieler.

### Nationalmannschaft
1994 erhielt Havenaars Familie die japanische Staatsbürgerschaft. 2007 wurde er in den Kader der japanischen U-20-Nationalmannschaft für die U-20-WM in Kanada berufen. Am 2. September 2011 gab Havenaar in der Qualifikation zur Weltmeisterschaft 2014 gegen Nordkorea sein Länderspieldebüt für die japanische A-Nationalmannschaft. Havenaar bestritt bisher 18 Spiele für die japanische Nationalmannschaft, in denen er 4 Tore schoss und ein weiteres vorbereitete. Sein bisher letztes Spiel bestritt der Stürmer am 24. März 2016 bei einem 5:0-Sieg über Afghanistan, in dem er in der 73. Minute eingewechselt wurde.

## Erfolge
HJK Helsinki
- Finnischer Ligapokalsieger: 2015

Vegalta Sendai
- Japanischer Pokalfinalist: 2018

### Nationalmannschaft
- Confed-Cup 2013: Teilnehmer

## Auszeichnungen
- J. League Division 2: Torschützenkönig 2010

## Sonstiges
Seine niederländischen Eltern kamen 1986 nach Japan, als sein Vater Dido einen Vertrag beim damaligen Mazda FC in der ersten japanischen Fußballliga unterschrieb. Mike ist der Bruder von Nikki Havenaar.